# Träume (Günter Eich)
Träume ist ein Hörspiel-Zyklus von Günter Eich, der am 19. April 1951 vom NWDR erstmals gesendet wurde. Während und nach der Ausstrahlung kam es zu massiven Hörerprotesten, die sich vor allem gegen den als zu zynisch und grausam empfundenen Inhalt des zweiten Traums richteten. Erstmals im Druck erschien der Zyklus 1953 bei Suhrkamp.

## Inhalt
Das episodenhafte Hörstück verbindet fünf Alpträume miteinander, die als „Ausgeburten der eschatologischen Angst, in der wir heute leben“ (Heinz Schwitzke) verstanden werden können.

### Der erste Traum
Ein „Uralter“ und eine „Uralte“ wurden 40 Jahre zuvor von uniformierten Männern verhaftet und in einen fensterlosen Güterwaggon gesperrt. Dort hocken sie nun, bekommen hin und wieder von Unbekannten durch eine Klappe etwas schimmeliges Brot gereicht und rollen einem unbekannten Ziel entgegen. Begleitet werden sie von ihrem Enkel, dessen Ehefrau und einem Kleinkind. Alle drei wurden offensichtlich während der Fahrt geboren und haben deshalb die Welt außerhalb des Zugs nie kennengelernt, sodass sie den Erinnerungen der Alten an deren früheres, angeblich besseres Leben keinen Glauben schenken wollen, zumal ihnen die dazugehörigen Wörter nicht vertraut sind und sie deren Erzählungen deshalb kaum begreifen können.
Als dann plötzlich durch einen Riss in der Wagenwand ein schwacher Lichtstrahl fällt und die vorübergleitende Landschaft durch ein kleines Loch sichtbar wird, kann der Enkel, der einen flüchtigen Blick nach draußen riskiert, die Wirklichkeit nicht ertragen. Und auch den Alten jagt sie Furcht ein, da sie feststellen müssen, dass sich alles verändert hat und „viel größer“ geworden ist. So beschließt man, das Loch schnell wieder zu verschließen.
Kaum ist es wieder dunkel im Wagen, spüren seine Insassen mit Entsetzen, wie der Zug langsam aber stetig immer schneller wird. In panischer Angst beginnen sie um Hilfe zu schreien, doch ihre Rufe werden vom donnernden Anschwellen des Zuggeräusches übertönt.

### Der zweite Traum
Ein „Mann“ und eine „Frau“ verkaufen ihren sechsjährigen Sohn an eine reiche chinesische „Dame“, die das Kind schlachten und ausweiden lässt, um mit dessen Blut, Herz und Leber das Leben ihres schwerkranken Ehemanns („Herr“) zu retten. Während des Verkaufsgesprächs stellt sich heraus, dass der Mann und die Frau jedes Jahr ein neues Kind zeugen und stolz darauf sind, bisher „nur gesunde Kinder von erstklassiger Zucht“ geliefert zu haben. Und auch die Dame hat ihrem chronisch geschwächten Patienten nicht zum ersten Mal eine derart kannibalische „Frischzellenkur“ verpasst.

### Der dritte Traum
„Der Feind“, ein unscheinbares blindes Männlein, versetzt eine australische Kleinstadt in Angst und Schrecken. Eine glückliche Familie, deren Heim er sich mit donnernden Schritten nähert, bevor er dessen Tür krachend einschlägt, um deren Eigentum in Besitz zu nehmen, kann zunächst im letzten Moment ins Nachbarhaus fliehen. Als sich jedoch herausstellt, dass die kleine Tochter, entgegen einem angeblichen Befehl, ihre Puppe mitgenommen hat, „weil sie sie lieb hat“ und vor dem Feind retten will, kennen die Mitbürger kein Mitleid. Sie verweigern der Familie jede weitere Hilfe, weil sie fürchten, sie könnten sonst den Zorn des Feindes auf sich selber lenken. Ziel- und hoffnungslos verlassen die Obdachlosen die Stadt.

### Der vierte Traum
Zwei russischen Forschern auf Afrika-Expedition wird vom einheimischen Koch ihrer Trägergruppe eine geheimnisvolle Gemüsesuppe aufgetischt, nach deren Verzehr die beiden rapide das Gedächtnis verlieren. Irritiert vom ständigen Nachrichtengetrommel der Eingeborenen, deren Botschaften sie nicht entschlüsseln können, wissen sie bald nicht mehr, woher sie kommen und wohin sie wollen. Plötzlich verstummen die Trommeln, alle Helfer haben sich davongemacht und die zwei Weißen im Urwald allein zurückgelassen. Diese können sich nicht mehr an ihre eigenen Namen erinnern und glauben plötzlich, das ursprüngliche Ziel ihrer Expedition sei die Suche nach dem Glück gewesen. Das hofft schließlich jeder der beiden auf seine eigene Weise zu finden: Der eine stürmt davon und verirrt sich im Dickicht des Dschungels, der andere legt sich nieder und schläft ein, während das Trommeln der Eingeborenen langsam wieder anschwillt.

### Der fünfte Traum
Eine Mutter besucht ihre angeblich glücklich verheiratete Tochter in New York, wird aber von dieser mit der Tatsache konfrontiert, dass sie selbst wie alle anderen Menschen auch, ja die ganze Stadt und der ganze Kontinent, innerlich von Termiten hohlgefressen ist und alles Leben bei der leisesten Erschütterung zu Staub zerfallen wird. Als der junge Ehemann "todmüde" von der Arbeit nach Hause kommt, ist seine Schwiegermutter bereits tot. Seine Frau will ihn zur Flucht überreden, um so ihr gemeinsames Glück und Überleben zu retten. Doch ihr Mann hat bereits resigniert. Ein Gewitter zieht auf, und mit dem ersten kräftigen Donnerschlag nimmt die Katastrophe ihren angedrohten Verlauf.

## Form
Den einzelnen Episoden sind folgende Traumzeiten, Träumer und Traumorte zugeordnet:
1. 1.–2. August 1948, Schlossermeister Wilhelm Schulz, Rügenwalde, Hinterpommern (Europa)
2. 5. November 1949, Tochter des Reishändlers Li-Ven-Tshu in Tianzien (Asien)
3. 27. April 1950, Automechaniker Lewis Stone, Freetown, Queensland (Australien)
4. 29. Dezember 1947, Kartenzeichner Iwan Iwanowitsch Borislawski, Moskau (Afrika)
5. 31. August 1950, Lucy Harrison, New York (Amerika)

Jeder der fünf Träumer ist also ein harmloser Durchschnittsmensch (Vermutlich werden die angenehmen Träume dieser Welt von den Schurken geträumt) und symbolisiert jeweils einen der fünf Kontinente. Ein- und ausgeleitet werden sie durch lyrische Pro- bzw. Epiloge des Autors, die sich, angesichts der katastrophalen Erfahrungen des Zweiten Weltkriegs, gegen ein naives Träumen aussprechen (Alles, was geschieht, geht dich an) und zur Wachsamkeit gegen neu heraufziehende Gefahren ermahnen: Seid unbequem, seid Sand, nicht Öl, im Getriebe der Welt, so die abschließenden Schlussverse des Zyklus.

## Umstände der Erstsendung und Hörerreaktionen
Die Hörspielredaktion des NWDR bezeichnete Eichs Träume als ein künstlerisches Experiment. Die Ursendung am 19. April 1951 begann um 20:50 Uhr und damit später als der übliche Hörspieltermin. Der Spiegel hatte vorab berichtet, das Hörspiel sei für Kinderohren nicht geeignet. Dass die neuartigen künstlerischen Wege, die Eich hier ging, Anfang der 1950er-Jahre bei der Zuhörerschaft nicht überall gut ankamen, dokumentieren heftige telefonische Hörerreaktionen während und nach der Ausstrahlung. Sie reichten von Empörung über die Forderung, die gesamte Hörspielproduktion einzustellen, bis hin zur Anfrage, ob man den verantwortlichen Autor „nicht einsperren“ könne. – 15 Jahre lang wurde die Fassung nicht mehr gesendet, obwohl sie mit Erich Schellow, Eduard Marks und Inge Meysel prominent besetzt war.

## Der sechste Traum
Später publizierte Eich einen sechsten Traum, durch den spätere Realisierungen des Hörspiels bisweilen den zweiten Traum ersetzten, da dieser, einen Kindsmord thematisierend, besonders umstritten war. Neben der NWDR-Produktion entstand, ebenfalls 1951, eine Fassung des HR, 1964 eine des BR und 2007 eine des NDR. Der Rundfunk der DDR produzierte das Stück 1981 in einer eigenen Fassung.

## Die Rollen und ihre Darsteller der Produktion des NWDR
- Zwischentexte: Erich Schellow und Annegret Lerche
- 1. Sprecher: Heinz Piper
- 2. Sprecher: Cay Dietrich Voss

1. Traum:
- Uralter: Eduard Marks
- Uralte: Lotte Klein
- Enkel: Wolfgang Rottsieper
- Frau: Jo Wegener
- Kind: Karin Lunau

2. Traum:
- Mann: Max Walter Sieg
- Frau: Louise Dorsay
- Herr: Helmuth Gmelin
- Dame: Inge Schmidt

3. Traum:
- Vater: Herbert A. E. Böhme
- Mutter: Marie Janke
- Nachbarin: Inge Meysel
- Bürgermeister: Helmut Peine
- Stimme: Hermann Kner

4. Traum:
- Peter: Gerd Martienzen
- Michael:  Richard Münch
- Koch: Heinz Suchantke
- Neger: Josef Dahmen

5. Traum:
- Mutter: Mirjam Horwitz-Ziegel
- Tochter: Dagmar Altrichter
- Bill: Dietrich Haugk
- Professor: Wilhelm Kürten
- Ansager: Hans Joachim Richter

Musik: Siegfried Franz
Regie: Fritz Schröder-Jahn

## Bedeutung für Eichs Werk
Die kurzen Gedichte zwischen den Träumen beinhalten nach Ansicht der Literaturwissenschaft eine erste Formulierung des Leitmotives „Alles, was geschieht, geht dich an!“ des gesamten nachfolgenden dichterischen Schaffens Eichs. 1966 wurde das Stück in die Eich-Sammlung 15 Hörspiele aufgenommen, die, ebenso wie der Erstabdruck, im Suhrkamp-Verlag erschien.